# Ba (provincie)
Ba is een van de veertien provincies van Fiji, in de divisie Western. Het is gelegen op het noordwestelijk deel van Viti Levu. De provincie heeft een oppervlakte van 2.634 km² en had in 1996 192.197 inwoners. De hoofdstad is Ba.
Divisies: Central · Eastern · Northern · Western

Provincies: Ba · Bua · Cakaudrove · Kadavu · Lau · Lomaiviti · Macuata · Nadroga-Navosa · Namosi · Naitasiri · Ra · Rewa · Serua · Tailevu

Dependency: Rotuma